# Podalonia sericea
Podalonia sericea är en biart som beskrevs av Murray 1940. Podalonia sericea ingår i släktet Podalonia och familjen grävsteklar. Inga underarter finns listade i Catalogue of Life.